# La Sicilia nel 1876
La Sicilia nel 1876 è un saggio in due volumi, redatto da Leopoldo Franchetti e Sidney Sonnino, futuri parlamentari, frutto di una loro inchiesta sulla Sicilia, pubblicato nel 1877. L'isola, dopo oltre un secolo di dominio borbonico, dal 1861 era parte del Regno d'Italia.
Il testo costituì la base per tutti gli studi successivi e i provvedimenti legislativi sulla materia. In essa vennero evidenziati gli aspetti negativi del latifondo siciliano, le condizioni di povertà dei contadini e denunciato l'assenteismo dei grandi proprietari terrieri dell'isola.

## Volumi e indici
- Vol. I. Leopoldo Franchetti, Condizioni politiche e amministrative della Sicilia
  - Condizioni generali
  - Cenni storici
  - La pubblica sicurezza
  - Relazioni economiche e amministrazioni locali
  - Rimedi
  - Appendice sulle opere pubbliche
- Vol. II. Sidney Sonnino, I contadini in Sicilia 
  - Condizioni attuali
  - Caratteri economici dei contratti agricoli siciliani
  - Rimedi e proposte
  - Conclusione [1]

## Edizioni
- Firenze, Barbera, 1877
- Firenze, Vallecchi, 1925 ("Collezione di studi meridionali")
- Nuova ed. con introduzione di Enea Cavalieri e nota storica di Zeffiro Ciuffoletti, Firenze, Vallecchi, 1974
- Il solo volume di Franchetti (Condizioni...) è stato ripubblicato con introduzione di Paolo Pezzino, Roma, Donzelli, 1993
- L'inchiesta in Sicilia di Franchetti e Sonnino: la Sicilia nel 1876, introduzione di Piero Grasso, postfazione di Pietro Mazzamuto, Palermo, Kalos, 2004